# Phantom Corsair
Bilen Phantom Corsair är en prototyp som byggdes 1938. Den är en 6 personers coupé som skapades av Rust Heinz, på livsmedelsföretaget H. J. Heinz Company,   
samt Maurice Schwartz från Bohman & Schwartz Karossverkstad i Pasadena, Kalifornien.
Bilen betraktas emellanåt som ett misslyckande då prototypen aldrig sattes i serieproduktion. 
När Corsair presenterades ansågs vara före sin tid och futuristisk med sina slimmade stötfångare samt låga profil.

## Bilder

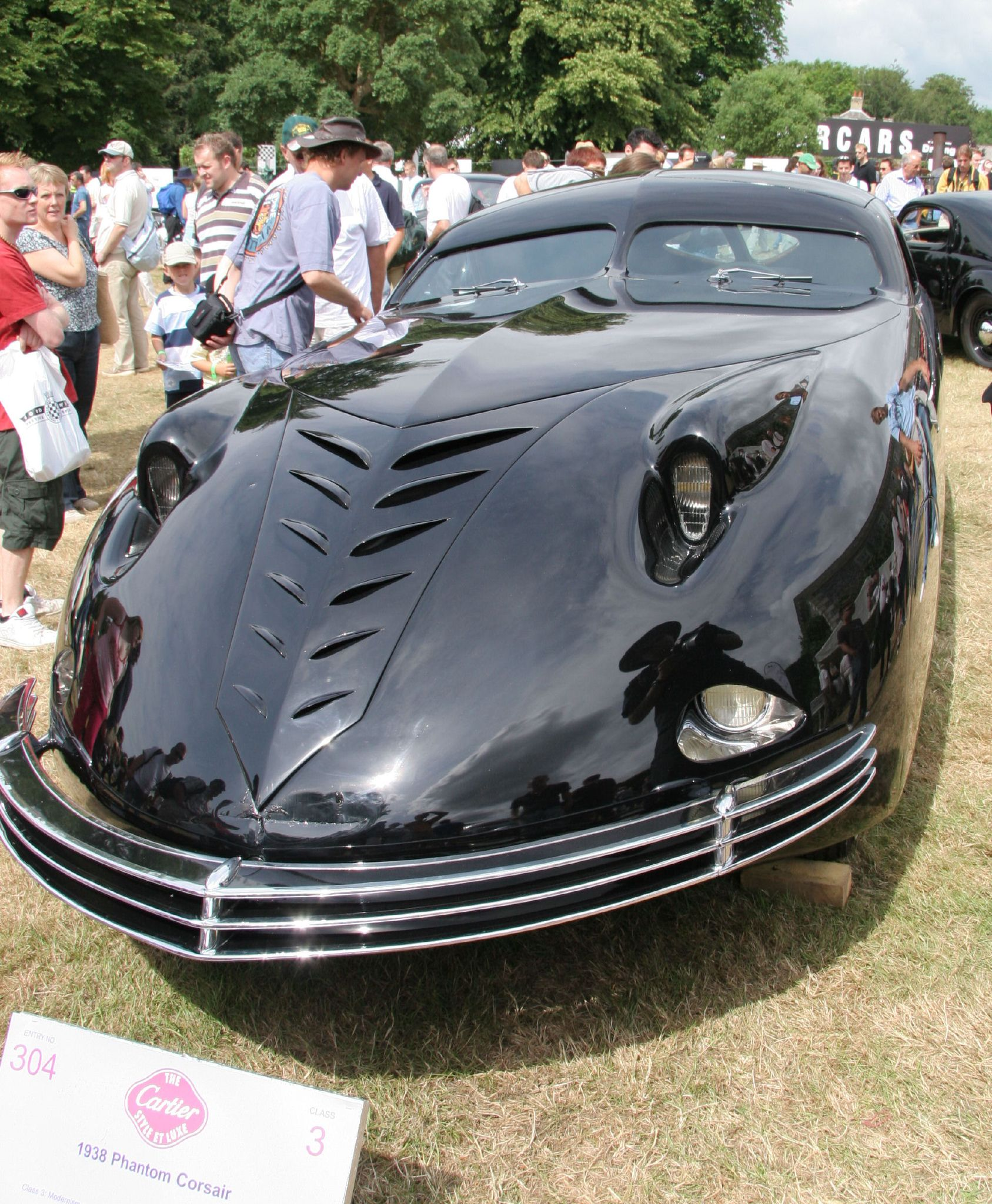
Frontvy, 2006 vid Goodwood Festival of Speed.
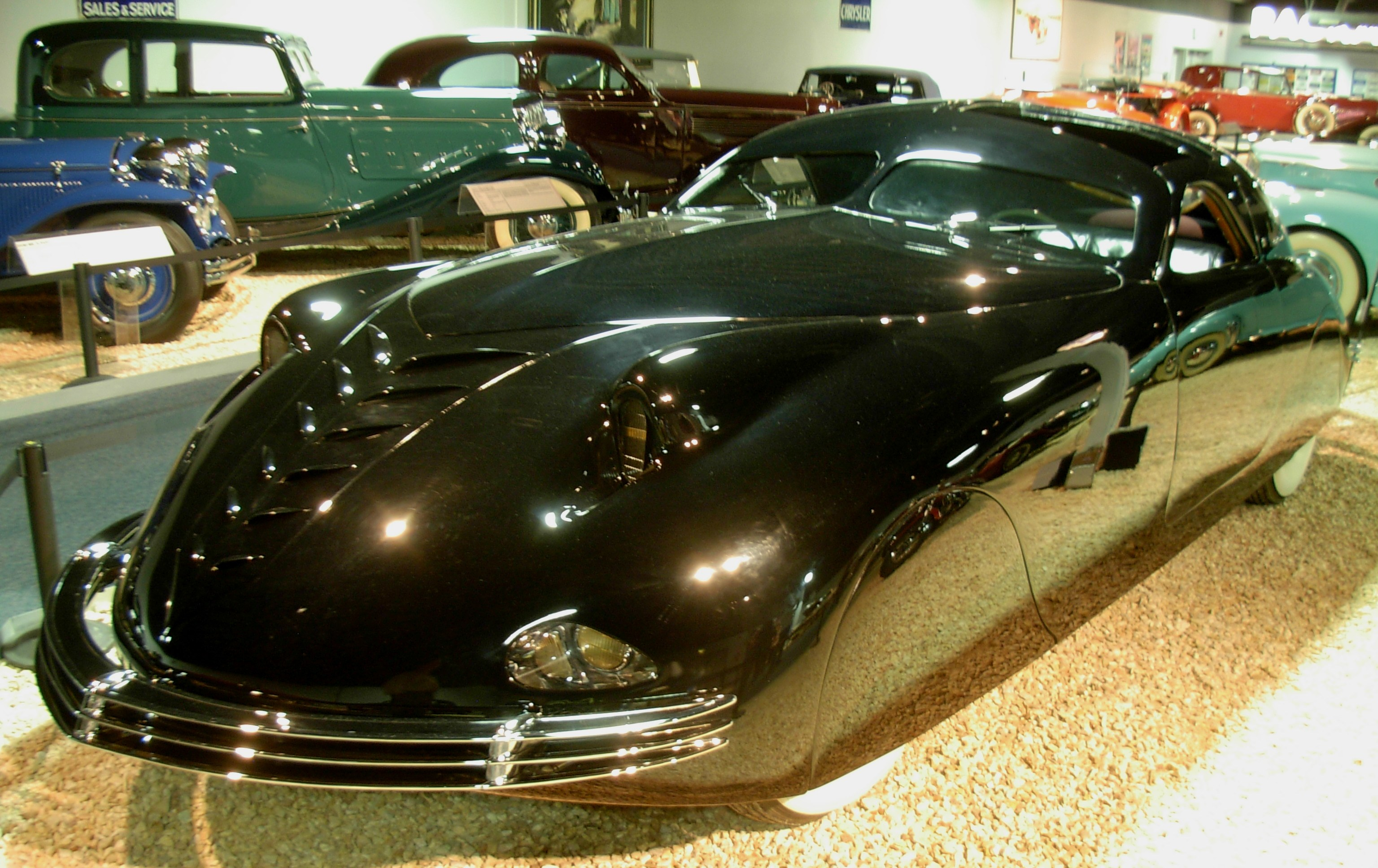
Sidvy, museum.
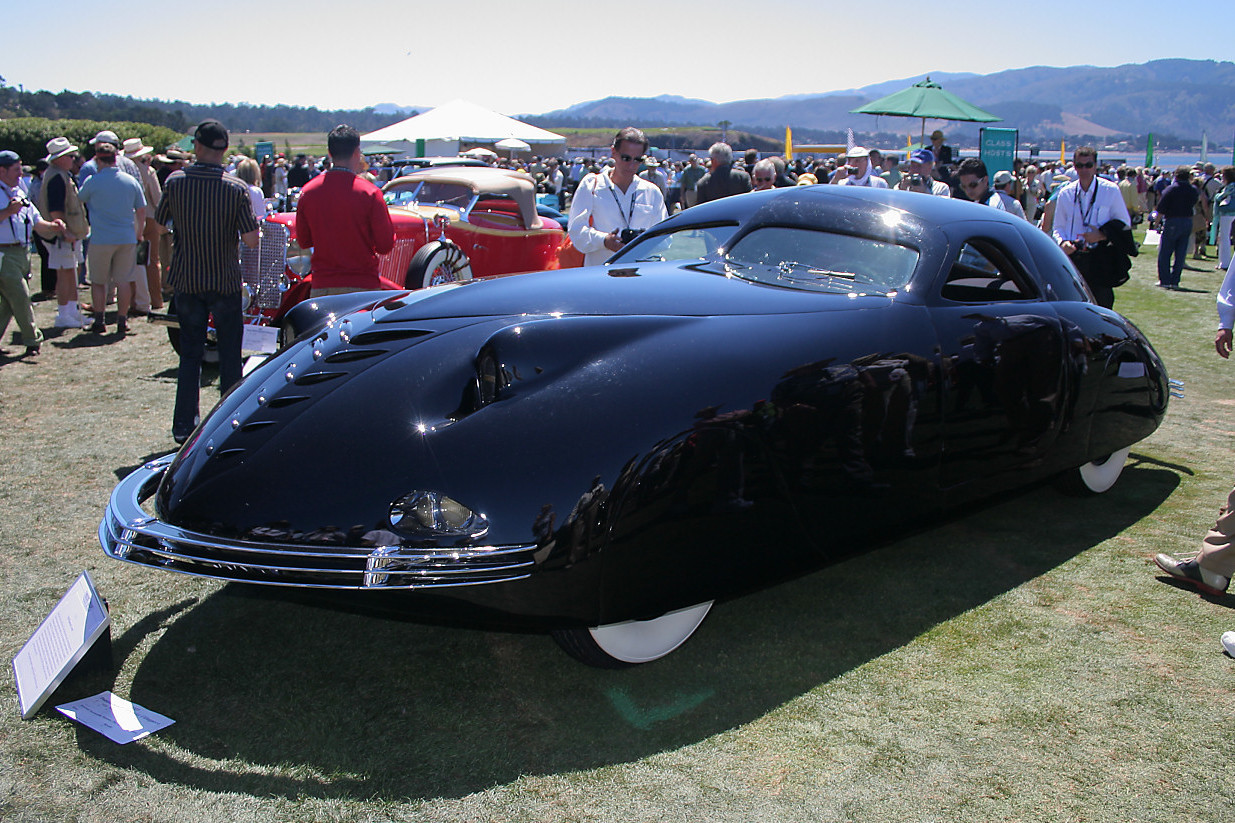
Sidvy, 2007 vid Pebble Beach Concours d’Elegance.
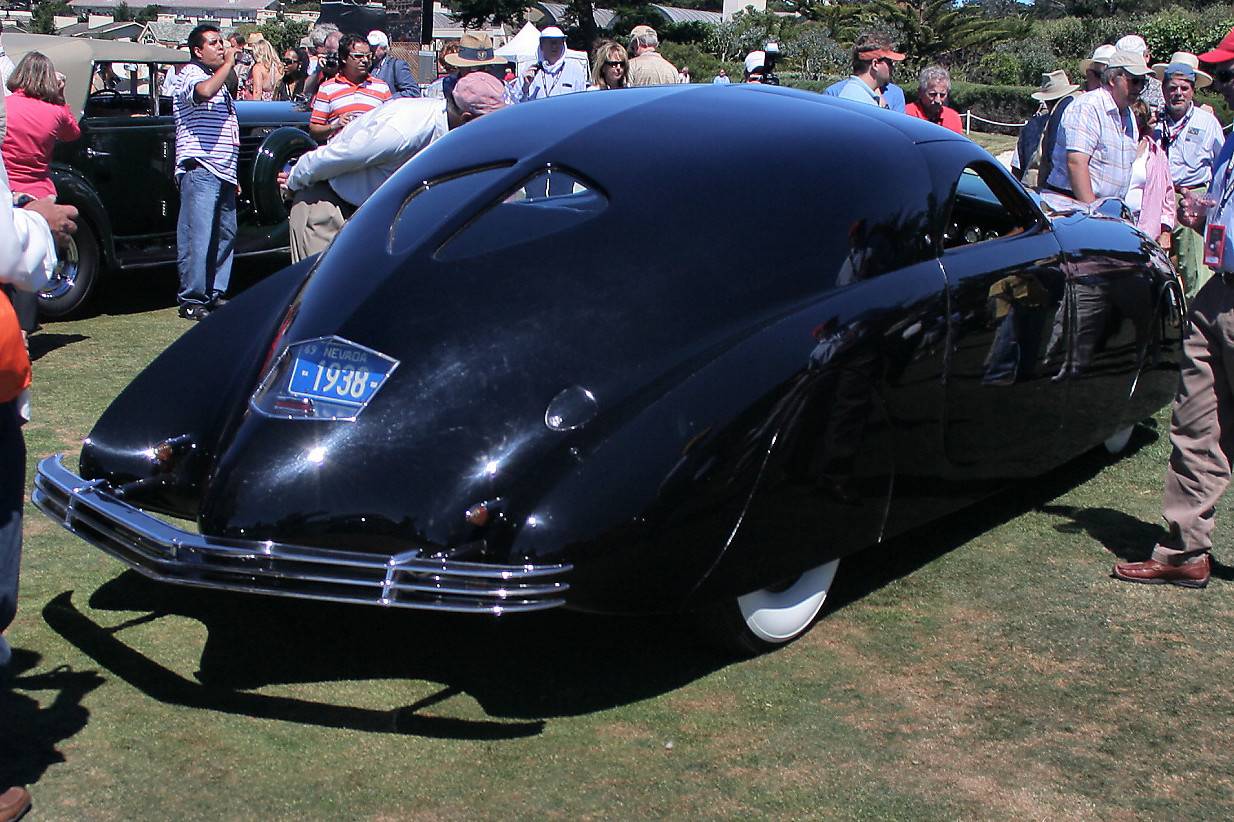
Bakvy, 2007 vid Pebble Beach Concours d'Elegance.